# Aleksander Kaczorowski
Aleksander Kaczorowski (Żyrardów, 29 maggio 1969) è un traduttore, saggista e giornalista polacco.

## Biografia
Ha studiato sociologia presso l'Istituto di Sociologia dell'Università di Varsavia e slavistica presso l'Istituto di slavistica della stessa università, completando gli studi nel 1998. Ha pubblicato una raccolta di saggi su Praga, Praski elementarz (2001) e le traduzioni di libri di Bohumil Hrabal (tra cui "Tenero Barbaro", 1997), Josef Škvorecký ed Egon Bondy.
Ha lavorato presso la Gazeta Wyborcza, che ha lasciato nel giugno del 2002 per protesta contro il comitato editoriale.
È stato vicedirettore dell'edizione polacca di Newsweek. Ha lavorato anche nella redazione di "Forum", ancora come vice direttore. Successivamente è tornato a lavorare per la rivista Newsweek Polonia. Ha pubblicato il libro "La caccia di Praga". Fra i saggi è noto in italiano "Il gioco della vita. La storia di Bohumil Hrabal" (Gra w życie. Opowieść o Bohumilu Hrabalu), incentrato sulla morte di Bohumil Hrabal.

### Libri
- Praski elementarz, Wołowiec, Czarne, 2001, 2012, ISBN 978-83-7536-277-0.
- Gra w życie. Opowieść o Bohumilu Hrabalu, Wołowiec, Czarne, 2004, ISBN 838739198-0.
  - Életjáték - Történet Bohumil Hrabalról, Budapest, Európa Könyvkiadó, 2006, ISBN 9789630781312.
  - Il gioco della vita. La storia di Bohumil Hrabal, Roma, Edizioni e/o, 2007, ISBN 978-8876417559.
- Europa z płaskostopiem, Wołowiec: Czarne 2006, ISBN 83-89755-64-5.
- Praskie łowy, Warszawa, Świat Książki, 2007, ISBN 978-83-247-0835-2.
- Ballada o kapciach, Wołowiec: Czarne 2012, ISBN 9788375363500.
- Havel. Zemsta bezsilnych, Wołowiec, Czarne, 2014, ISBN 978-83-7536-557-3.
- Hrabal. Słodka apokalipsa, Wołowiec, Czarne, 2016, ISBN 978-83-8049-221-9.
- Ota Pavel: pod powierzchnią, Wołowiec, Czarne, 2018, ISBN 978-83-8049-677-4.
- Czechy. To nevymyslíš, Warszawa, Muza, 2022, ISBN 978-83-287-2086-2.
- Prezydent. Aleksander Kwaśniewski w rozmowie z Aleksandrem Kaczorowskim, Kraków, Znak Literanova, 2023, ISBN 9788324073979.
- Babel. Człowiek bez losu, Wołowiec, Czarne 2023, ISBN 978-83-8191-777-3.

### Traduzioni
- Egon Bondy, Noga świętego Patryka, Izabelin, Świat Literacki, 1995, ISBN 9788386646111.
- Bohumil Hrabal, Czuły barbarzyńca, Izabelin, Świat Literacki, 1997, ISBN 978-83-626-7607-1.
- Josef Škvorecký, Przypadki niefortunnego saksofonisty tenorowego, Izabelin, Świat Literacki, 1999, ISBN 838664687X.
- László Szigeti, Drybling Hidegkutiego, czyli rozmowy z Hrabalem, Izabelin, Świat Literacki, 2002, ISBN 8388612239.
- Bohumil Hrabal, Piękna rupieciarnia, Wołowiec, Czarne, 2006, ISBN 978-83-8049-787-0 (s Janem Stachowskim).
- Helga Weissová, Dziennik Helgi: świadectwo dziewczynki o życiu w obozach koncentracyjnych, Kraków, Insignis Media, 2013, ISBN 978-83-63944-04-9.
- Josef Pazderka (ed.), Inwazja na Czechosłowację 1968. Perspektywa rosyjska, Instytut Pamięci Narodowej, 2015, ISBN 9788376298184.
- Jiří Pelán, Hrabal w lustrze krytyki, in W poszukiwaniu przerw w zabudowie. W stulecie urodzin Bohumila Hrabala, (ed. J. Goszczyńska), Warszawa, 2015.
- Jakub Češka, Nic, tylko strach, czyli ironiczna spowiedź, in W poszukiwaniu przerw w zabudowie. W stulecie urodzin Bohumila Hrabala, (ed. J. Goszczyńska), Warszawa, 2015.